# Heterocuma andamani
Heterocuma andamani is een zeekommasoort uit de familie van de Bodotriidae. De wetenschappelijke naam van de soort is voor het eerst geldig gepubliceerd in 1954 door Kurian.